# Parasitisk haj-langhals
Parasitisk haj-langhals (Anelasma squalicola) er en langhals som lever som parasit på hajer.
Langhalse tilhører gruppen rankefødder under krebsdyrene, og er belægtede med rurer, men fæstner sig i modsætning til disse kun på flydende genstande.
Hvor andre langhalse sidder på tang og andre materialer i vandet, fæstner parasitisk haj-langhals sig på adskillige arter af hajer som lever på dybt vand. Det drejer sig mindst om sort pighaj (Centroscyllium fabricii), Centroscyllium Nigrum, sorthaj (Etmopterus spinax), Etmopterus Schultzi, Etmopterus Princeps, Etmopterus Unicolor og Etmopterus Granulosus.
Langhalsen sidder fastgjort med sin stilk på ryggen af hajen hvorfra den suger næring. Den synes at hæmme værtsdyret kønslige udvikling.
Langhalsen har været anset som sjælden, men er fundet i stort tal på sorthaj i et område af Sognefjorden i Norge.